# Mobilinux
Mobilinux est un système d'exploitation commercial basé sur Linux destiné aux appareils intégrés créés par MontaVista.
Ce système d'exploitation est notamment présent dans les Linux phones où il est adopté comme système standard par les opérateurs Vodafone et NTT DoCoMo ainsi que par les constructeurs Motorola, Samsung, NEC et Panasonic